# Živka
Živka je žensko osebno ime.

## Izvor imena
Ime Živka je slovanskega izvora, je tvorjenka na -ka iz pridevnika živ, je pravzaprav ženska oblika imena Živko.

## Pogostost imena
Po podatkih Statističnega urada Republike Slovenije je bilo na dan 31. decembra 2007 v Sloveniji 106 oseb z imenom Živka.